# ФК Мачида зелвија
Мачида зелвија (јап. FC町田ゼルビア) јапански је фудбалски клуб из Мачиде.

## Име
- ФК Мачида топ (јап. FC町田トップ, 1989—1996)
- ФК Мачида зелвија (јап. FC町田ゼルビア, 1997—)

## Успеси
Првенство
- Фудбалска лига Кантоа: 2007, 2008.
- Џеј 2 лига: 2023.